# Charles Théodore Colet
Charles Théodore Colet (* 30. April 1806 in Gérardmer; † 27. November 1883 in Tours) war ein französischer römisch-katholischer Geistlicher und Erzbischof von Tours.

## Leben
Nach seinem Theologiestudium empfing Charles Colet am 18. Dezember 1830 in Versailles die Priesterweihe und wurde in die Pfarrei von Montesson berufen. Anschließend war er Vikar an Notre-Dame de Versailles. Als der Pfarrer dieser Gemeinde, François-Victor Rivet, 1838 Bischof von Dijon wurde, nahm er seinen Vikar als Sekretär mit. 1840 wurde er von François Morlot, dem Bischof von Orléans, zum Generalvikar erwählt.
Papst Pius IX. ernannte ihn am 22. Juli 1861 zum Bischof von Luçon. Die Bischofsweihe spendete ihm am 25. August 1861 in Dijon François-Victor Rivet; Mitkonsekratoren waren Louis-Marie-Joseph-Eusèbe Caverot, Bischof von Saint-Dié, und Charles-Jean Fillion, Bischof von Saint-Claude.
Am 30. November 1874 wurde er zum Erzbischof von Tours berufen.

## Veröffentlichungen
- Vie de la Mère Elisabeth de la Trinité (1861)
- Annales de la Visitation de Dijon